# Флотилія Чесапікської затоки
Флотилія була строкатим зібранням озброєних барж і канонерських човнів, які Сполучені Штати зібрали під командуванням Джошуа Барні для протидії британських атакам у районі Чесапікської затоки під час Війни 1812 року . Флотилія зіткнулася з Королівським флотом у кількох невирішальних боях, перш ніж Барні був змушений самостійно знищити її судна 22 серпня 1814 року. Особовий склад флотилії після того служив на березі і брав участь у обороні Вашингтона, округ Колумбія і Балтимора. Флотилія була розформована 15 лютого 1815 року, після закінчення війни.

## Формування та склад
4 липня 1813 року Джошуа Барні представив план оборони Чесапікскої затоки секретарю флоту Вільяму Джонсу. За його оцінками, флотилія з канонерських човнів і барж, які могли б пересуватися як за допомогою вітрил, так і весел, могла б захистити від британських атак мілководні ділянки затоки.  

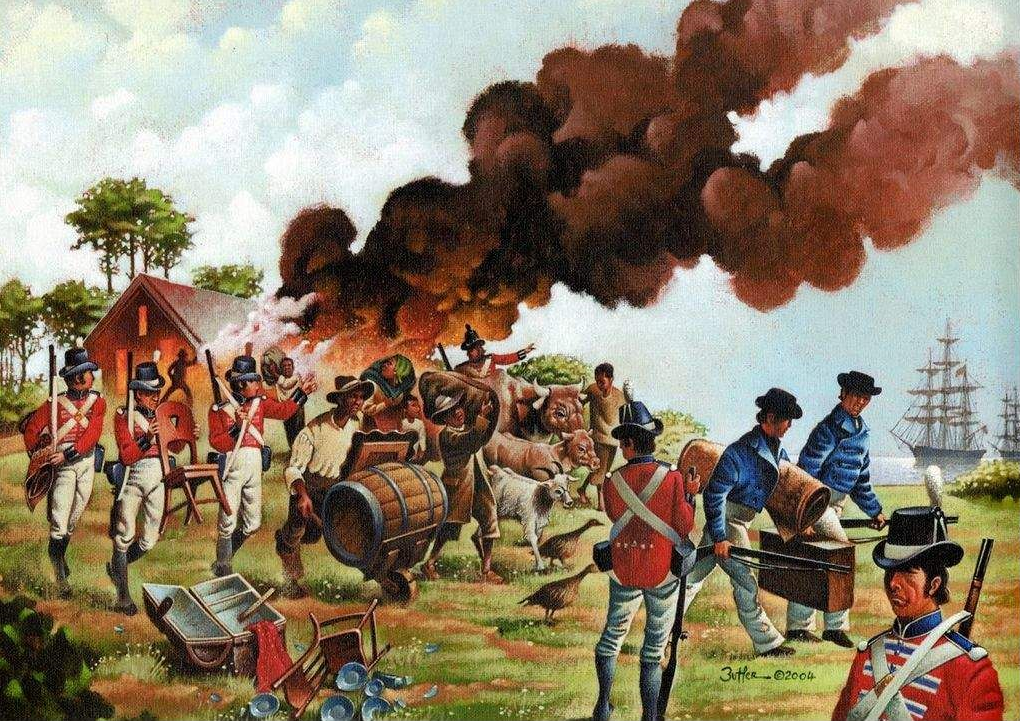
Під час війни 1812 року постійні британські військово-морські рейди на міста узбережжя Чесапікської затоки в 1813-1814 роках спонукали комодора Джошуа Барні виступити з ініціативою створення флотилії Чесапікскої затоки для захисту портів і судноплавства від британських атак англійським атакам.

 Створена флотилія у квітні 1814 року налічувала вісімнадцять бойових одиниць: сім 23 метрових барж, шість 15 метрових барж, два канонерські човни, одна галера, один розвідувальний човен, а також  флагман, 15 метрова самохідна плавуча батарея USS Scorpion, озброєна двома довгими гарматами і двома карронадами, з вітрильним оснащенням шлюпа. 

## Екіпажі флотилії
Екіпажі флотилії становили 4370 осіб на піку її могутності. це була суміш  моряків ВМС США, торгових моряків, місцевих паромників, приватирів, вільних негрів,  рабів-втікачів. Пізніше флотилію поповнили батальйоном морських піхотинців з 700 осіб. 

## Операції

### Битва при СанктДжером-Крік
З 1 червня 1814 флотилія Барні, у чолі з Scorpion, рухаючись Чесапікською затокою, зіткнулася з шхуною 12-гарматною шхуною HMS St Lawrence (колишній Балтіморський приватир "Атлас"), а також з човнами з 74 гарматних лінійних кораблів третього рангу  HMS Dragon і HMS Альбіон біля Санкт Джером-Крік. Флотилія переслідувала шхуну і човни, поки вони не відійшли під захист великих кораблів. Потім американська флотилія відступила в річку Патаксент, яку британці швидко блокували. Британці мали чисельну перевагу над флотилією Барні у співвідношенні  на 7 до 1, змусивши флотилію 7 червня відступити в Крік Санкт-Леонард. Два британських фрегати, 38-гарматний  Loire і 32-гарматний Narcissus, а також 18-гарматний шлюп, блокували вихід у море. Крік був надто мілководний для  британських військових кораблів, водночас флотилія  змогла відбиватися від атак човнів з британських кораблів. 
Бої тривали до 10 червня. Британці, розчаровані своєю нездатністю виманити Барні з його безпечної схованки, запровадили «кампанію терору», спустошуючи «міста і ферми»,  розграбувавши і спаливши Кальвертон, Хантінгтаун, Принц Фредерік, Бенедикт і Нижній Марлборо. 

### Битва при Санкт-Леонард-Крік.
26 червня, після прибуття військ під командуванням полковника армії США Деціуса Вадсворта і морських піхотинців капітана Самуїла Міллера, Барні спробував прорватися. Одночасна атака з суші і моря на блокадні фрегати в гирлі річки Санкт-Леонард дозволила флотилії вийти з струмка і до річки до Бенедикта, штат Меріленд, хоча Барні довелося затопити канонерки 137 і 138 у бухті. Англійці увійшли у покинуту бухту і спалили місто Санкт-Леонард, штат Меріленд.
Британці, під командуванням адмірала сера Александра Кокрейна, підійшли до Патаксента, готуючись до висадки в Бенедикт, штат Меріленд . Протягом декількох днів британський флот обстрілював флотилію гарматами і ракетами Конгріва у спробі знищити її. 11 серпня 1814 р. Флотилія залишила Санкт-Леонард-Крик і відплила на північ вгору річкою Патаксент. Було обговорено план транспортування всієї флотилії по суші з порту Квін Енн до Південної річки, що дало б їй можливість повернутися до затоки. Тим не менш, стурбований перспективою захоплення флотилії британцями, Секретар військово-морського флоту Джонс наказав Барні знищити свої плавзасоби. якщо британці наблизяться.  

### Знищення флотилії при Квін Енн
22 серпня англійці спробували захопити ескадру Барні при Квін Енн. Проте підпалені екіпажами кораблі вибухнули на очах у британців. Вони змогли захопити лише одне судно зі складу флотилії, а також кілька приватних суден, які знаходилися під її захистом.  

Екіпажі флотилії відступили для участі у подальших бойових діях на березі.  

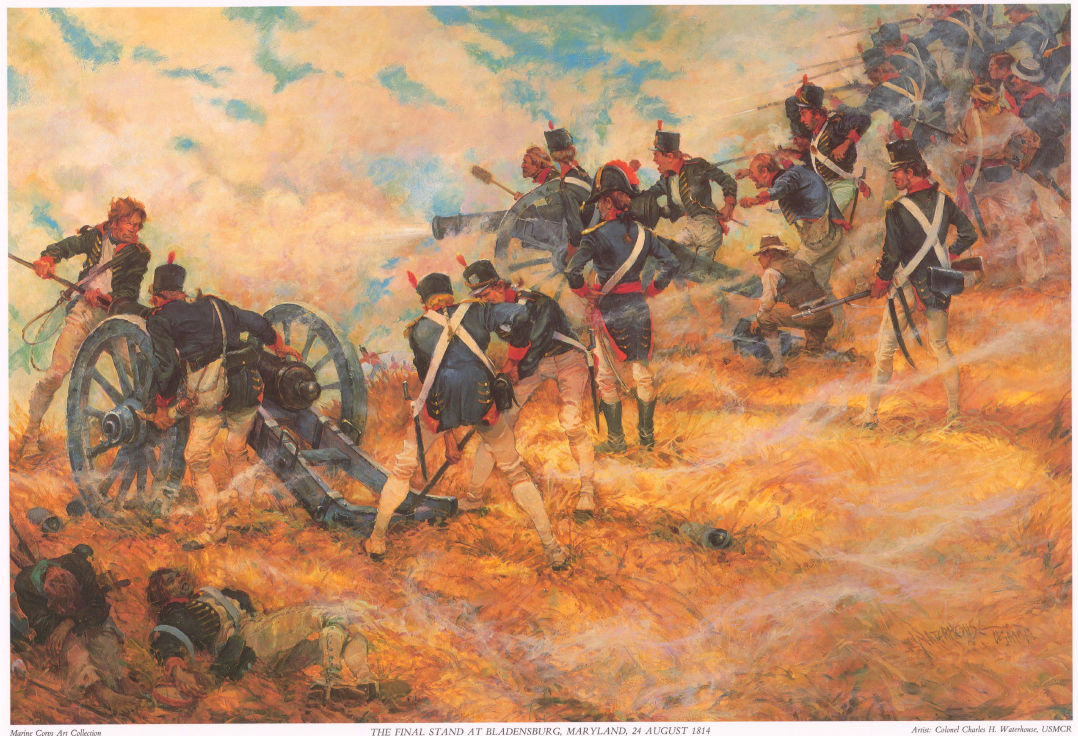
Американські морські піхотинці спільно з моряками обслуговують гармати 23 серпня 1814 року в Бладенсбурзі,

Помилка: цитований текст не вказано (або він містить символ рівності — тоді використовуйте шаблон з іменованими параметрами)

### Битва при Бладенсбурзі
24 серпня, Барні і моряки флотилії брали участь у битві при Бладенсбурзі. Моряки флотилії твердо утримували позиції і англійці понесли важкі втрати від вогню їх гармат. Барні отримав серйозну рану в стегно з мушкета, і оскільки була очевидна чисельна перевага англійської армії після відступу американського ополчення  наказав бійцям флотилії також відступити. Моряки флотилії та надіслані з Вашингтона морські піхотинці, яким командував лейтенант Міллер, були останні дві американські підрозділи, які покинути поле бою.

### Битва при Балтиморі
Приблизно 500 бійців флотилії потім вирушили до Балтимору, приєднавшись до інших, і були призначені до Другого полку військово-морського командування США. Більшість з них обслуговували встановлені на баржах гармати.  